# Nike (cohete)
Nike fue el nombre de un cohete sonda estadounidense de una sola etapa. En principio fue diseñado como misil tierra-aire, pero más tarde fue utilizado como primera etapa en cohetes sonda de múltiples etapas en combinación con otros cohetes. Estuvo en activo entre 1946 y 1983.

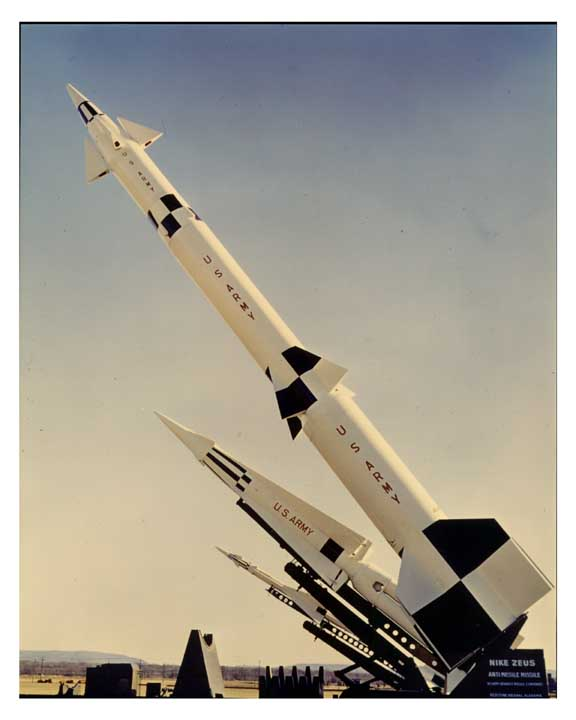
Varios cohetes de la familia Nike, en exposición.

## Especificaciones
- Carga útil: 70 kg
- Apogeo: 23 km
- Empuje en despegue: 217 kN
- Masa total: 709 kg
- Diámetro: 0,42 m
- Longitud total: 6,01 m
- Envergadura: 1,52 m

## Variantes

### Nike Nike HPAG
Vehículo de tres etapas, consistente en 2 Nike y 1 HPAG. Fue lanzado una única vez, el 14 de octubre de 1954. Medía 9 metros de longitud en total y alcanzó 10 km de altura.

### Nike Nike T40
Vehículo de tres etapas, consistente en 2 Nike y 1 T-40. Fue lanzado una única vez, el 14 de octubre de 1954. Alcanzó 10 km de altura.

### Nike Nike T40 T55
Vehículo de cuatro etapas, consistente en 2 Nike, 1 T-40 y 1 T-55. Fue lanzado cuatro veces, con un solo fallo. Alcanzaba los 100 km de altura.

### Nike Nike
Vehículo de dos etapas consistente en 2 cohetes Nike en tándem. Se hicieron 8 lanzamientos de esta variante. Podía llevar 70 kg de carga útil a una altitud de hasta 352 km.

### Nike Recruit
Dos etapas, 1 Nike más 1 Recruit. Se lanzaron 6 Nike Recruit entre el 5 de octubre de 1956 y el 7 de abril de 1961, con un apogeo de 5 km.

### Nike T40 T55
Vehículo de tres etapas, 1 Nike, 1 T-40 y 1 T-55. Se lanzaron dos cohetes de esta variante, el 10 de septiembre de 1956 y el 13 de diciembre de 1957, con un apogeo de 10 km.

### Nike Nike Recruit
Vehículo de tres etapas, 2 Nike y 1 Recruit. Hubo solo dos vuelos, el 1 de enero de 1960 y el 1 de diciembre de ese mismo año. Tenía un apogeo de 120 km.

### Nike Yardbird
Cohete de dos etapas lanzado dos veces, ambas fallidas, el 1 de junio de 1961 y el 26 de julio del mismo año.

### Nike Iroquois
También llamado Niro, fue desarrollado por Aerojet como cohete sonda de bajo coste para el ejército de los Estados Unidos. Tenía dos etapas, una principal formada por el cohete Nike y una superior consistente en un cohete Iroquois. Fue lanzado por primera vez el 27 de noviembre de 1964. Podía elevar una carga útil de 18 kg a 290 km de altura, o alternativamente, una carga mayor, de 82 kg, a 110 km. Se lanzaron 213 cohetes de esta variante, el último el 26 de febrero de 1979. Los experimentos realizados incluían aeronomía y física de plasma e ionosférica. El ejército mantuvo activo este tipo de cohete para poder hacer mediciones en el caso de que la prohibición de realizar pruebas nucleares se levantase.

### Nike Hydac
Vehículo de dos etapas, 1 Nike y 1 Hydac. Se lanzaron 87 cohetes Nike Hydac, el primero el 5 de noviembre de 1966 y el último el 16 de junio de 1983. Podía alcanzar 150 km de altura.

### Nike Hawk
Vehículo de dos etapas, 1 Nike y 1 Hawk. Solo voló una vez, el 9 de septiembre de 1975, alcanzando 160 km de altura.

### Nike Viper I
Cohete sonda de dos etapas, una primera etapa Nike y una segunda etapa Viper. Se lanzaron cuatro cohetes con esta configuración, entre el 4 de febrero y el 30 de septiembre de 1960.

### Nike Apache
Fue el cohete sonda más popular de principios de los años 1960. Usaba una primera etapa Nike con un cohete Apache como etapa superior. Se lanzaron 826 Nike Apache, con 38 fallos. El primero de ellos fue lanzado el 18 de marzo de 1958 y el último el 28 de noviembre de 1980.

#### Especificaciones
- Carga útil: 36 kg
- Apogeo: 200 km
- Empuje en despegue: 217 kN
- Masa total: 728 kg
- Diámetro: 0,42 m
- Longitud total: 8,31 m
- Envergadura: 1,52 m

### Nike Cajun
Vehículo de dos etapas, una primera etapa Nike y una segunda Cajun. Fue uno de los cohetes sonda más lanzados, con 707 lanzamientos a sus espaldas.

#### Especificaciones
- Carga útil: 23 kg
- Apogeo: 120 km
- Empuje en despegue: 246 kN
- Longitud: 7,7 m
- Diámetro: 0,42 m
- Envergadura: 1,51 m
- Masa total: 700 kg